# Perfect Illusion
«Perfect Illusion» (с англ. — «Совершенная иллюзия») — песня американской певицы Леди Гаги, ведущий сингл пятого студийного альбома Joanne. 17 августа 2016 года Леди Гага опубликовала серию изображений в собственном аккаунте Instagram, тем самым раскрыв название сингла, также указав на его релиз в сентябре. Продюсерами трека являются Кевин Паркер, Марк Ронсон и BloodPop.

## Запись

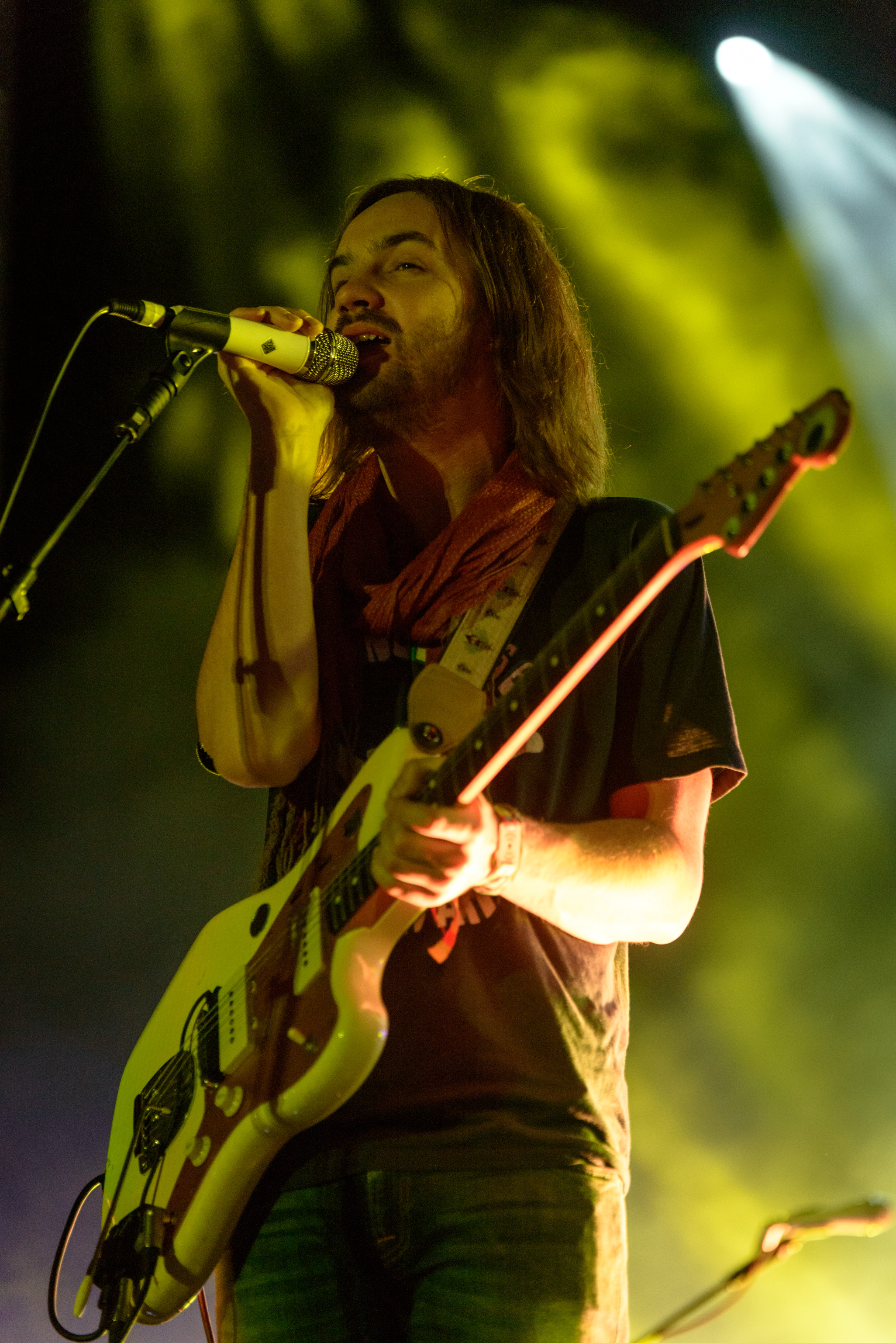
Кевин Паркер из Tame Impala является одним из авторов и продюсеров песни

Песня была записана в мае 2016 года на студии Shangri-La Studios в Малибу, штат Калифорния, о чём сообщил Марк Ронсон в аккаунте Instagram, подписав публикацию как «Illusion». Авторами песни являются сама певица, Кевин Паркер, Марк Ронсон и BloodPop, которые также являются продюсерами композиции. Ведущий радио iHeartRadio рассказал: «„Perfect Illusion“ смогла найти сладкое место в каталоге лучших танцевальных треков Леди Гаги. Песня касается самых максимальных высот и самых низких низин, что само по себе представляет современную иллюзию». Леди Гага рассказала о песне:

 «Perfect Illusion» о современном экстазе. Мы смогли найти сладкий, простой и ярый способ рассказать о нём. <…> Я получаю огромную дозу адреналина каждый раз, когда я слышу эту песню. Оригинальный текст (англ.)The song is about modern ecstasy, we found our sweet, simple, ragey way of saying it. <...>  I got a huge dose of adrenaline every time I hear this song. 

## Релиз
В мае 2016 года, на сайте Idolator подтвердили, что Гага посетила студию звукозаписи с Марком Ронсоном, Кевином Паркером и BloodPop. Позже Ронсон загрузил в официальный аккаунт Instagram фотографию из студии звукозаписи, на которой видно певицу и ещё некоторых продюсеров. После того, как Гага посетила радио iHeartRadio, певица разместила 12 изображений в аккаунте Instagram, создавая мозаику и раскрыв название и месяц релиза сингла «Perfect Illusion». Также во время живого прослушивания на iHeartRadio певица исполнила «Perfect Illusion» и песню, которую она посвятила своей покойной тёте Джоан. По словам Саши Эткинсон из Bustle, яркая цветовая схема анонса сингла схожа с поп-артом, как Энди Уорхол и говорил про Artpop.
Премьера песни состоялась на радио KissFM 9 сентября 2016 года.

## Чарты
| Чарт (2016)                                | Высшая позиция |
| ------------------------------------------ | -------------- |
| Австралия (ARIA)                           | 14             |
| Австрия (Ö3 Austria Top 40)                | 21             |
| Бельгия/Фландрия (Ultratop 50)             | 43             |
| Бельгия/Валлония (Ultratip Bubbling Under) | 1              |
| Канада (Billboard Canadian Hot 100)        | 17             |
| Канада (Billboard AC)                      | 15             |
| Канада (Billboard CHR/Top 40)              | 22             |
| Канада (Billboard Hot AC)                  | 21             |
| Чехия (Singles Digitál Top 100)            | 7              |
| Euro Digital Songs (Billboard)             | 4              |
| Финляндия (Latauslista Download)           | 1              |
| Франция (SNEP)                             | 1              |
| Германия (GfK)                             | 31             |
| Greece Digital Songs (Billboard)           | 1              |
| Венгрия (Rádiós Top 40)                    | 3              |
| Венгрия (Single Top 40)                    | 3              |
| Ирландия (IRMA)                            | 22             |
| Италия (FIMI)                              | 5              |
| Япония (Billboard Japan Hot 100)           | 35             |
| Lebanon (Lebanese Top 20)                  | 15             |
| Mexico Ingles Airplay (Billboard)          | 26             |
| Нидерланды (Single Top 100)                | 58             |
| Новая Зеландия (Recorded Music NZ)         | 31             |
| Польша (Polish Airplay Top 100)            | 50             |
| Poland (Video Chart)                       | 5              |
| Португалия (AFP)                           | 14             |
| Russia Airplay (Tophit)                    | 75             |
| Шотландия (OCC Scotland)                   | 3              |
| Словакия (Rádio — Top 100)                 | 61             |
| Словакия (Singles Digitál Top 100)         | 4              |
| Испания (PROMUSICAE)                       | 1              |
| Швеция (Sverigetopplistan)                 | 38             |
| Швейцария (Schweizer Hitparade)            | 16             |
| Великобритания (OCC UK Singles)            | 12             |
| Великобритания (OCC UK Singles Downloads)  | 5              |
| США (Billboard Hot 100)                    | 15             |
| США (Billboard Adult Contemporary)         | 25             |
| США (Billboard Adult Pop Airplay)          | 17             |
| США (Billboard Dance Club Songs)           | 13             |
| США (Billboard Pop Airplay)                | 22             |
| Venezuela English (Record Report)          | 27             |

### Итоговый чарт года
| Чарт (2016)      | Высшая позиция |
| ---------------- | -------------- |
| Hungary (MAHASZ) | 62             |

### Сертификации
| Регион | Сертификация | Продажи |
| --- | ------------ | ------- |
| Бразилия (ABPD) | Платиновый   | 60,000  |
| Канада (Music Canada) | Золотой      | 40 000  |
| Италия (FIMI) | Золотой      | 25 000  |
| * Данные о продажах приведены только на основе сертификации. · ^ Данные о тиражах приведены только на основе сертификации. · Данные о продажах + прослушиваниях приведены только на основе сертификации. |              |         |